# Римський саміт НАТО 1991

Карта членів НАТО

Римський саміт НАТО 1991 (англ. 1991 Rome summit) — 12 саміт НАТО, одночасно зібравший разом лідерів-членів організації, який відбувся 7–8 листопада 1991 року в Римі, Італія.

## Передумови
США за підтримки ФРН запропонували переформувати війська НАТО. За військово-планувальними прогнозами передбачався акцент на менші за кількістю, але високо-мобільні війська, пристосовані для швидкого реагування на безліч потенційних непередбачених обставин, не тільки для захисту Західної Європи, а й проти звичайного нападу великими силами. Відтворені активи НАТО були б гнучкі в широкому сенсі для діапазону спрямованих місій НАТО. Одностайну угоду з основами цих запропонованих змін було офіційно підтверджено на Римському саміті. Хоч і французи в принципі приєдналися до цієї угоди на перетворення збройних сил НАТО, це не сигналізувало, що Франція возз'єднається з військовою структурою НАТО.

## Досягнення
Нова Стратегічна Концепція Альянсу була опублікована на перший день саміту.
Римська Декларація Миру і Співробітництва була видана на другий день саміту.